# Edouard Buntzen
Jean Baptiste Louis Camille Edouard Buntzen (født 9. december 1809 i København, død 2. juni 1885) var en dansk højesteretsadvokat. Edouard Buntzen var medlem af Den Grundlovgivende Rigsforsamling, valgt i Frederiksborg Amts 3. distrikt (Ramløsekredsen) og medlem af Folketinget 1849-1852, valgt i Københavns Amts 5. valgkreds (Blæsenborgkredsen).